# Пам'ятник Героям Листопадового чину
Пам'ятник Героям Листопадового чину — пам'ятник, який присвячений 100-літтю Листопадового чину та утворення ЗУНР. Встановлений 24 жовтня та відкритий 31 жовтня 2018 року. Розташований у Львові на розі вулиць  Городоцької та Бенедиктовича, поблизу Львівського драматичного театру імені Лесі Українки.

## Опис
За словами скульптора Володимира Цісарика, монумент символізує молодого воїна, який перетворюється на лева у боротьбі за незалежність, а виноградна лоза на камені символізує пролиту кров: "із зернини проростає виноград, а з краплі крові молоді — нова незалежна Україна".
Фігура лева запозичена з герба ЗУНР і зроблена з бронзи світлого кольору, а виноградна лоза — з полірованої бронзи. Камені — блоки світло-сірого граніту. Висота лева — 3 м, загальна висота скульптури — 3,5 м. На реалізацію проекту встановлення скульптурної композиції з міського бюджету було виділено 3,5 млн. грн: 2 млн. грн — на виготовлення бронзової скульптурної композиції, 1,5 млн. грн — на реконструкцію площі на вул. Городоцька, 40.
На постаменті пам'ятника зображений Степан Паньківський — вояк Легіону Українських Січових Стрільців (УСС), який під час Листопадового чину 1 листопада 1918 року з групою стрільців УСС встановив на міській ратуші синьо-жовтий український прапор.
|                                                                                          | До мене дзвонили за коментарем журналісти і кажуть: «Ви знаєте, той портрет на пам'ятнику на Вітовського не подібний». Я кажу: «Він і немає бути на нього подібний»… Це пам'ятник Західноукраїнській Народній Республіці. Це алегоричний пам'ятник, а не конкретній історичній особі. |
| — Скульптор Володимир Цісарик, онлайн-версія газети «Високий замок», 20 грудня 2018 року | |

Також на постаменті викарбуване гасло «Не ридать, а добувать», яке взято з кокарди УСС. Слова належать Іванові Франку і вони є з його вірша «Вічний революціонер».

## Відкриття пам'ятника
31 жовтня 2018 року на площі біля пам'ятника Героям Листопадового чину відбулася пісенна Стрілецька ватра від львівських пластунів, а також інавгурація скульптури Лева у пластуни. Участь у святковому дійстві також взяли міський голова Львова Андрій Садовий із дружиною та дітьми.

## Світлини

Герб ЗУНР
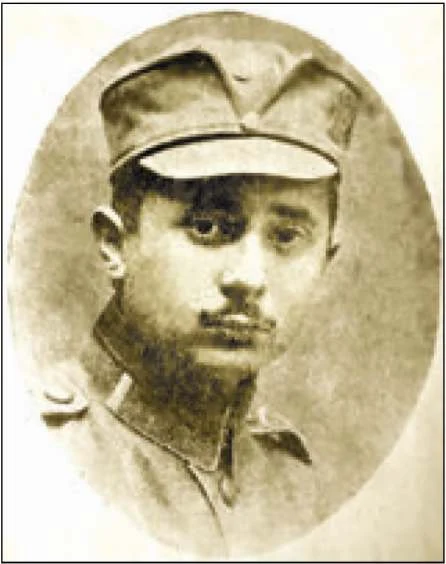
Степан Паньківський
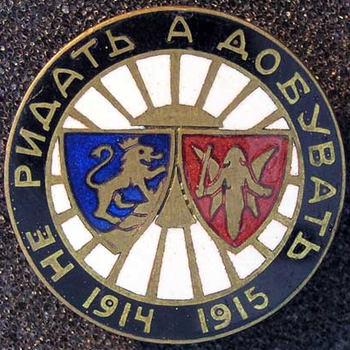
Кокарда Українських січових стрільців «Не ридать, а добувать 1914-1915»
Пам'ятник Героям Листопадового чину